# 1996
| 1996                                                                     |
| ------------------------------------------------------------------------ |
| Dødsfald - Fødsler                                                       |
| • Begivenheder • Film • Litteratur • Musik • Politik • Sport • Videnskab |

| Gregoriansk kalender | 1996 MCMXCVI            |
| Ab urbe condita      | 2749                    |
| Armensk kalender     | 1445 ԹՎ ՌՆԽԵ            |
| Kinesiske kalender   | 4692 – 4693 乙亥 – 丙子 |
| Etiopisk kalender    | 1988 – 1989             |
| Jødisk kalender      | 5756 – 5757             |
| Hindukalendere       |                         |
| - Vikram Samvat      | 2051 – 2052             |
| - Shaka Samvat       | 1918 – 1919             |
| - Kali Yuga          | 5097 – 5098             |
| Iransk kalender      | 1374 – 1375             |
| Islamisk kalender    | 1417 – 1418             |

Regerende dronning i Danmark: Margrethe 2. 1972-2024
Se også 1996 (tal)

## Begivenheder
København er årets kulturby i 1996. Der er EUs kulturministre, der udnævner Europas kulturby.

### Januar
- 3. januar – Tommerup på Fyn udnævnte sig selv til “årets kulturlandsby”.
- 12. januar – Waliseren Gwilym Hughes så sin film nr. 22.447, hvilket (formentlig) gjorde ham til den i verden, der havde set flest film.
- 14. januar – På en handelsmesse i Gwalior i Indien trykker Yogesh Sharma 31.118 forskellige personer i hænderne i løbet af 8 timer – hvilket er ”håndtryksrekord”.
- 15. januar – Spies Rejser bliver solgt.
- 15. januar – Busterminalen på Rådhuspladsen i København bliver indviet
- 29. januar - den franske præsident Jacques Chirac bekendtgør, at det er definitivt slut med franske atombombeprøvesprængninger

### Februar
- 6. februar - en Boeing 757 fra Birgenair styrter i havet ud for den Dominikanske Republiks kyst og 189 mennesker omkommer.

### Marts
- 1. marts – der kommer de kraftigste oversvømmelser i Kina i over hundrede år
- 10. marts - en Bandidosrocker mister livet ved et skuddrama i Kastrup Lufthavn
- 13. marts - en bevæbnet mand går amok på en skole i den skotske by Dunblane og skyder 16 elever og deres lærerinde i gymnastiksalen
- 22. marts - Göran Persson bliver ny svensk statsminister efter Ingvar Carlsson
- 22. marts - Dronning Margrethe indvier kunstmuseet Arken ved Ishøj.

### April
- 12. april - Yahoo! foretager sin børsintroduktion og sælger 2,6 millioner aktier à 13 dollars
- 29. april - Det københavnske skibsværft Burmeister & Wain erklæres konkurs og lukker efter 153 års drift

### Maj
- 29. maj - for første gang i 100 år yngler havørnen igen i Danmark

### Juni
- 5. juni - mere end 70 år efter S. N. Bose og Einsteins forudsigelser lykkes det for første gang forskere at påvise eksistensen af Bose-Einstein kondensatet
- 5. juni - Dronning Margrethe indvier den genskabte barokhave ved Frederiksborg Slot
- 25. juni - en terrorbombe mod Khobar Towers, Saudi Arabien koster 19 livet og sårer 488
- 28. juni - Ukraines nye forfatning ratificeres

### Juli
- 5. juli - Fåret Dolly bliver født som et får, skabt ved kloning af gener

### August
- 18. august - en molbo vinder 9.971.090 kr. i lotto, hvilket er dansk rekord
- 20. august - i Danmark måles årets varmeste dag med 32 graders varme
- 28. august - Charles, prins af Wales og prinsesse Diana bliver skilt
- 29. august – Vnukovo Airlines Flight 2801 styrter ned på Svalbard og bliver den værste flyulykke i Norges historie
- 30. august - DR2 går i luften

### September
- 7. september - Rapperen Tupac Shakur skydes ned i Las Vegas i Nevada og dør seks dage senere af sine kvæstelser
- 24. september - repræsentanter for 71 nationer underskriver FN's traktat om fuldstændigt stop for atomprøvesprængninger
- 27. september - Taleban-militsen indtager hovedstaden Kabul i Afghanistan og hænger præsident Najibullah

### Oktober
- 6. oktober - 2 omkommer og 19 såres, da Hells Angels klubhus i Titangade, København udsættes for raketangreb
- 7. oktober - Fox News Channel sender for første gang i USA
- 10. oktober - Poul Erik Skov bliver formand for SiD efter Hardy Hansen
- 24. oktober - et flertal i Folketinget går ind for et forlig om DSB, der indebærer at den tidligere etat opdeles i et driftsselskab og et baneselskab. (Banestyrelsen)
- 31. oktober - forfatteren Salman Rushdie nægtes indrejse i Danmark med begrundelse i ”for stor sikkerhedsrisiko”. Rushdie, der var dødsdømt af det iranske præstestyre, skulle til Danmark for at modtage en europæisk pris. Han kommer efter voldsomt politisk pres samt pres fra medierne og under store sikkerhedsforanstaltninger alligevel senere og modtager prisen. Sagen udvikler sig til en stor krise for regeringen Poul Nyrup Rasmussen II.

### November
- 1. november - Tv-stationen Al Jazeera sender for første gang
- 5.  november - den siddende amerikanske præsident, demokraten Bill Clinton, vinder en klar sejr i præsidentvalget over den republikanske udfordrer, Bob Dole. Dog beholder Rebublikanerne flertallet i de to kamre.
- 14. november – Musicalen Chicago har premiere i New York
- 16. november - Moder Teresa bliver gjort til æresborger i USA, som den 5. i landets historie
- 23. november - Angola bliver officielt medlem af World Trade Organization

### December
- 2. december - TV 2 starter med at sende morgen-tv med programmet Go' morgen Danmark
- 5. december - Madeleine Albright udnævnes til amerikansk udenrigsminister
- 13. december - Kofi Annan vælges til ny generalsekretær for FN
- 14. december - Kulturby 96 lukkes officielt med en stor afslutningsfest på Københavns Rådhus
- 15. december - det danske kvindelandshold i håndbold vinder på hjemmebane for første gang nogensinde EM efter et sandt triumftog af sejre. Finalen bliver vundet med en sejr over Norge
- 17. december - 6 udenlandske Røde Kors medarbejdere myrdes på et felthospital i Tjetjenien. 124 undslipper, heriblandt en dansk sygeplejerske
- 20. december - Centrum-Demokraterne trækker sig fra Nyrup-regeringen
- 29. december - Borgerkrigen i Guatemala afsluttes med fredsaftale mellem regeringen og de marxistiske oprørere

## Født

### Januar
- 1. januar − Mathias Jensen, dansk fodboldspiller.
- 1. januar − Mette Tranborg, dansk håndboldspiller.
- 1. januar − Andreas Pereira, brasiliansk-belgisk fodboldspiller.
- 4. januar − Marcus Ingvartsen, dansk fodboldspiller.
- 5. januar − Max Baldry, engelsk skuespiller.
- 6. januar − Kerim Memija, bosinsk fodboldspiller.
- 11. januar − Leroy Sané, tysk fodboldspiller.
- 12. januar − Ella Henderson, engelsk sangerinde.
- 13. januar − Babajide David, nigeriansk fodboldspiller.
- 15. januar − Dove Cameron, amerikansk skuespillerinde og sangerinde.
- 21. januar − Gustav Klitgård Dahl, dansk fodboldspiller.
- 21. januar − Cristian Pavón, argentinsk fodboldspiller.
- 26. januar − Zakaria Bakkali, marokkansk-belgisk fodboldspiller.
- 27. januar − Braeden Lemasters, amerikansk skuespiller.
- 30. januar − Emma Aastrand Jørgensen, dansk kajakroer
- 31. januar − Jonas Gemmer, dansk fodboldspiller.

### Februar
- 2. februar − Kåre Jensen, dansk fodboldspiller.
- 2. februar - Ida Vium, dansk håndboldspiller.
- 7. februar - David Castro, amerikansk skuespiller.
- 8. februar - Mads Raben, dansk fodboldspiller.
- 9. februar − Jimmy Bennett, amerikansk barneskuespiller.
- 11. februar − Jonathan Tah, ivoriansk-tysk fodboldspiller.
- 12. februar - Ronja Johansen, dansk håndboldspiller.
- 15. februar - Maddie Ballilo, amerikansk skuespiller.
- 17. februar − Pauline Bøgelund, dansk håndboldspiller.
- 17. februar − Sasha Pieterse, amerikansk skuespillerinde og singer-songwriter.
- 19. februar − Lærke Nolsøe, dansk håndboldspiller.
- 21. februar - Sophie Turner, britisk skuespiller.
- 21. februar - Jeppe Solgaard, dansk fodboldspiller.
- 22. februar - Egill Magnússon, islandsk håndboldspiller.
- 27. februar - Maria Lykkegaard, dansk håndboldspiller.
- 27. februar - Marcus Mathisen, dansk fodboldspiller.

### Marts
- 1. marts − Ye Shiwen, kinesisk svømmer.
- 1. marts - Rubio Rubin, amerikansk fodboldspiller.
- 7. marts - Emily Kristine Pedersen, dansk golfspiller.
- 24. marts − Valentino Lazaro, østrigsk fodboldspiller.
- 25. marts − Afonso, prins af Beira.
- 26. marts − Døgg Nónsgjógv, færøsk sangerinde og sangskriver.
- 27. marts − Joshua Berman, dansk barneskuespiller.
- 28. marts − Anders Emil Schiellerup, dansk skiskytte.

### April
- 4. april − Mathias Andersen, dansk fodboldspiller.
- 4. april − Austin Mahone, amerikansk popsanger.
- 4. april − Sarah Bro, dansk svømmer.
- 6. april − Jannik Pohl, dansk fodboldspiller.
- 8. april − Sebastian Sommer, dansk fodboldspiller.
- 10. april − Andreas Christensen, dansk fodboldspiller.
- 10. april − Christian Køhler, dansk fodboldspiller.
- 10. april − Loïc Nottet, belgisk sanger.
- 11. april − August Rosenmeier, dansk FIFA-spiller.
- 11. april − Maria Larsen, dansk atlet.
- 13. april − Marko Grujić, serbisk fodboldspiller.
- 14. april − Abigail Breslin, amerikansk skuespillerinde.
- 27. april − Marie Hammer Boda, dansk skuespiller.
- 28. april − Sarah Andreassen, dansk håndboldspiller.
- 28. april – Zanger Bob, hollandsk popsanger.

### Maj
- 3. maj − Alex Iwobi, nigeriansk fodboldspiller.
- 3. maj − Noah Munck, amerikansk skuespiller.
- 8. maj − Souheib Dhaflaoui, tunesisk-dansk fodboldspiller.
- 10. maj − Casper Olesen, dansk fodboldspiller.
- 14. maj − Martin Garrix, hollandsk dj.
- 15. maj − Birdy, engelsk singer-songwriter.
- 16. maj − José Mauri, italiensk fodboldspiller.
- 20. maj − Robert Skov, dansk fodboldspiller.
- 21. maj − Amalie Dideriksen, dansk cykelrytter.
- 31. maj − Joachim Christian Andersen, dansk fodboldspiller.

### Juni
- 10. juni − Oliver Abildgaard, dansk fodboldspiller.
- 11. juni − Philip Billing, dansk fodboldspiller.
- 11. juni − Lasse Møller, dansk fodboldspiller.
- 13. juni − Kingsley Coman, fransk fodboldspiller.
- 14. juni – Vera Rosenbeck, tidligere formand for Danske Skoleelever.
- 17. juni − Mathias Toftegård Andersen, dansk skuespiller.
- 18. juni − Anna Egholm, dansk skuespillerinde, skøjteløber og violinist.
- 18. juni − Alen Halilović, kroatisk fodboldspiller.
- 18. juni − Ole Bisp Rasmussen, dansk fodboldspiller.
- 25. juni − Jens Jakob Thomasen, dansk fodboldspiller.
- 26. juni − Patrick B. Rasmussen, dansk fodboldspiller.

### Juli
- 1. juli − Anna Lin, dansk tv-vært.
- 2. juli − Adnan Mohammad, pakistansk-dansk fodboldspiller.
- 3. juli − Mikkel Hedegaard, dansk fodboldspiller.
- 5. juli – Clara Bahamondes, dansk barneskuespiller.
- 7. juli − Miloš Pantović, serbisk fodboldspiller.
- 16. juli - Luke Hemmings, forsanger i det australske band 5 Seconds of Summer.
- 18. juli − Line Kalstrup Schulz, dansk atlet.
- 18. juli − Dzhamaldin Khodzhaniyazov, turkmensk-russsisk fodboldspiller.
- 23. juli − Sinan Kurt, tysk fodboldspiller.
- 25. juli – Mathilde Arcel Fock, dansk barneskuespiller.
- 25. juli − Adriel d’Avila Ba Loua, ivoriansk fodboldspiller.
- 30. juli − Fatin Shidqia, indonesisk singer-songwriter.

### August
- 7. august – Liam James, canadisk barneskuespiller.
- 7. august − Låpsley, britisk singer-songwriter.
- 19. august − Laura Tesoro, belgisk sangerinde og skuespillerinde.
- 20. august − Diego Mendivil, colombiansk fodboldspiller.
- 21. august − Karolína Muchová, tjekkisk tennisspiller.

### September
- 1. september − Mads Pedersen, dansk fodboldspiller.
- 1. september − Zendaya, amerikansk skuespillerinde og sangerinde.
- 1. september − Althea Reinhardt, dansk håndboldspiller.
- 6. september − Laura Nørgaard, dansk håndboldspiller
- 17. september − Esteban Ocon, fransk racerkører.
- 19. september − Frederik Wilholt Poulsen, dansk fodboldspiller.
- 25. september − Mie Ø. Nielsen, dansk svømmer.
- 30. september − Sophie Roessler, dansk-tysk atlet.

### Oktober
- 3. oktober − Kelechi Iheanacho, nigeriansk fodboldspiller.
- 5. oktober − Frederik Thorenfeldt Poulsen, dansk skuespiller.
- 31. oktober − Aputsiaq Petersen, grønlandsk popsanger.

### November
- 1. november − Line Larsen, dansk sangerinde.
- 7. november − Lorde, newzealandsk sangerinde og sangskriver.
- 8. november − Jens Stage, dansk fodboldspiller.
- 11. november − Gianluca Gaudino, tysk fodboldspiller.
- 11. november − Michael Zacho, dansk fodboldspiller.
- 21. november − Annelouise V. Jensen, dansk atlet.
- 23. november − Magnus Pedersen, dansk fodboldspiller.

### December
- 4. december − Diogo Jota, portugisisk fodboldspiller.
- 10. december − Jonas Vingegaard, dansk cykelrytter.
- 11. december − Hailee Steinfeld, amerikansk sangerinde og skuespillerinde.

## Politik
- 23. marts - Kristeligt Folkeparti afviser at godkende muslimer som folketingskandidater for partiet

## Sport
- 12. januar – Brian Nielsen bliver den første danske verdensmester i sværvægtsboksning, da han i København knockoutbesejrer amerikaneren Tony La Rosa i anden omgang
- 27. marts - det danske herrelandshold i fodbold taber 2-0 til Tyskland på Olympiske Stadion i München
- 24. april - det danske herrelandshold i fodbold vinder 2-0 over Skotland i Parken
- 16. maj – AGF vinder DBUs Landspokalturnering for herrer for niende gang ved at vinde med 2-0 over Brøndby IF i Parken
- 2. juni - det danske herrelandshold i fodbold vinder 1-0 og Ghana i Parken
- 9. juni - ved Europamesterskaber i herrefodbold 1996 spiller Danmark 1-1 med Portugal på Hillsborough
- 16. juni - ved Europamesterskaber i herrefodbold 1996 taber Danmark 3-0 til Kroatien på Hillsborough
- 19. juni - ved Europamesterskaber i herrefodbold 1996 vinder Danmark 3-0 over Tyrkiet på Hillsborough
- 23. juni - Michael Johnson fra USA sætter i Atlanta, USA, ny verdensrekord i 200-meter-løb med tiden 19,66 sekunder
- 21. juli – Bjarne Riis vinder som den første dansker nogensinde verdens største cykelløb Tour de France
- 14. august - det danske herrelandshold i fodbold vinder 1-0 over Sverige i den nye landstræner Bo Johanssons første kamp
- 1. september - det danske herrelandshold i fodbold vinder 1-0 over Slovenien, i Ljubljana
- 9. oktober - det danske herrelandshold i fodbold vinder 2-1 over Grækenland i Parken
- 9. november - det danske herrelandshold i fodbold vinder 1-0 over Frankrig i Parken

## Musik
- 16. marts - Bruce Springsteen spiller i Falkoner Teatret i København
- 28. juni - på årets Roskilde Festival må punkrockbandet Sex Pistols afbryde koncerten efter 20 minutter, da tilskuerne kaster flasker på scenen. Årets Roskilde Festival samlede 90.000 tilskuere
- 6. august - Punk-rock bandet The Ramones spiller deres sidste koncert, der finder sted ved Lullapalooza Festivalen i Los Angeles

### Danske udgivelser
- TV-2: "Kys bruden"
- Gnags: "Gösta Hammerfedt"
- Dizzy Mizz Lizzy: Rotator
- Sanne Salomonsen: 1996
- Østkyst Hustlers: Fuld Af Løgn

### Internationale udgivelser
- Metallica, Load
- Slipknot, Mate.Feed.Kill.Repeat

### Grammy Awards
- Record of the Year: Oplysning mangler
- Album of the Year: Oplysning mangler
- Song of the Year: Oplysning mangler
- Best New Artist: Oplysning mangler

### Danish Music Awards
- Årets Danske Album: Caroline Henderson – Caroline Henderson
- Årets Danske Gruppe: D:A:D
- Årets Nye Danske Navn: Me, She & Her
- Årets Danske Sanger: Ivan Pedersen
- Årets Danske Hit: Caroline Henderson – Made In Europe

### Melodi Grand Prix
- Dansk vinder: Dorthe Andersen og Martin Loft "Kun med dig". (Grundet en ikke-transmiteret prækvalifikation blev Danmarks bidrag valgt fra. Sidenhen indspillede Jascha Richter, der havde skrevet sangen sammen med Keld Heick, sangen i en engelsk version, der fik titlen "Paint my Love" med sin gruppe Michael Learns To Rock. Sangen blev et stort hit i Sydøstasien).
- 18. maj – Irland vinder årets udgave af Eurovision Song Contest, som blev afholdt i Oslo, Norge, med sangen "The Voice" af Eimar Quinn

## Nobelprisen
- Fysik – David M. Lee, Douglas D. Osheroff, Robert C. Richardson
- Kemi – Robert Curl, Sir Harold Kroto, Richard Smalley
- Medicin – Peter C. Doherty, Rolf M. Zinkernagel
- Litteratur – Wisława Szymborska
- Fred – Carlos Filipe Ximenes Belo (Østtimor) og Jose Ramos-Horta (Østtimor) for deres arbejde mod en retfærdig og fredelig løsning på Østtimor-konflikten.
- Økonomi – James Mirrlees, William Vickrey

## Bøger
- En længere historie, Günter Grass
- Vej og horisont, Ulrich Horst Petersen
- Divertimento i moll, Klaus Rifbjerg
- Jeg husker alt, Asger Schnack
- Bevidsthed, Ole Vedfeldt
- Den Serbiske Dansker, Leif Davidsen

## Film
- 8. juni – MTV Movie Awards 1996 afholdes i Walt Disney Studios, Burbank, Californien